# Michael York (landhockeyspelare)
Michael York, född den 16 oktober 1967 i Tamworth, Australien, är en australisk landhockeyspelare.
Han tog OS-silver i herrarnas landhockeyturnering i samband med de olympiska landhockeytävlingarna 1992 i Barcelona.
Han tog OS-brons i herrarnas landhockeyturnering i samband med de olympiska landhockeytävlingarna 1996 i Atlanta.
Därefter tog han OS-brons igen i samma gren i samband med de olympiska landhockeytävlingarna 2000 i Sydney.